# 40 ans, toujours dans le flow
Pour plus de détails, voir Fiche technique et Distribution.

40 ans, toujours dans le flow (The Forty-Year-Old Version) est une comédie américaine réalisée par Radha Blank (en) et sorti en 2020.

## Synopsis
Radha, dramaturge new-yorkaise qui subit une mauvaise passe, tente de rencontrer enfin le succès avant ses quarante ans en se lançant dans le rap.

## Fiche technique
- Titre original : The Forty-Year-Old Version
- Titre français : 40 ans, toujours dans le flow
- Réalisation : Radha Blank (en)
- Scénario : Radha Blank (en)
- Photographie : Eric Branco
- Musique : Guy C. Routte
- Montage : Robert Grigsby Wilson
- Production : Lena Waithe ; Jordan Fudge ; Inuka Bacote-Capiga ; Jennifer Semler ; Rishi Rajani
- Sociétés de production : New Slate Ventures ; Hillman Grad Productions ; Endeavor Content
- Sociétés de distribution : Netflix
- Pays de production :  États-Unis
- Langue originale : anglais
- Format : couleur
- Genre : comédie
- Dates de sortie :
  - États-Unis : 2 octobre 2020
  - France :  9 octobre 2020 (Netflix)

## Distribution
- Radha Blank (en) (VF : Corinne Wellong) : Radha
- Peter Kim (VF : Nessym Guetat) : Archie
- Oswin Benjamin (VF : Mohad Sanou) : D
- Imani Lewis (VF : Aurélie Konaté) : Elaine
- Haskiri Velazquez (VF : Diane Kristanek) : Rosa
- Antonio Ortiz (VF : Simon Koukissa-Barney) : Waldo
- TJ Atoms (VF : Jhos Lican) : Kamal
- Jacob Ming-Trent : Lamont
- Stacey Sargeant (VF : Déborah Claude) : Stacey
- William Oliver Watkins : Marcus
- Meghan O'Neill : Jaime
- Andre Ward : Forrest
- Welker White (de) : Julie
- Reed Birney (VF : Nicolas Marié) : J. Whitman

Source et légende : Version française (V. F.) sur RS Doublage